# Klaus Gohrbandt
Klaus Gohrbandt (* 19. April 1934 in Rügenwalde) ist ein deutscher Mikropaläontologe.
Gohrbandt wurde 1960 an der Universität Wien zum Dr. phil. promoviert. Ab 1957 arbeitete er bei Ölbohrfirmen als Mikropaläontologe. Gohrbandt hat viele Erstbeschreibungen von Foraminiferen erstellt.

## Ehrungen und Auszeichnungen
Nach Gohrbandt wurde 2011 die neu entdeckte Foraminiferenart Hantkenia gohrbandti benannt.

## Veröffentlichungen (Auswahl)
- Exkursion in das Gebiet von Salzburg DI. Paleozän und Eozän des Helvetikums nördlich von Salzburg. In: Verhandlungen der Geologischen Bundesanstalt. Sonderhefte 6, 1958, S. 47–57 (zobodat.at [PDF; 372 kB]).
- mit Kurt Kollmann, Heinrich Küpper, Adolf Papp, Siegmund Prey, Hans Wieseneder, Gerda Woletz: Beobachtungen im Flysch von Triest. In: Verhandlungen der Geologischen Bundesanstalt 1960, S. 162–196 (zobodat.at [PDF; 2 MB]).
- Vorläufige Mitteilungen über ökologische Untersuchungen der Kleinforaminiferen aus dem Übergangsbereich Kalk-Flyschfazies. In: Verhandlungen der Geologischen Bundesanstalt 1960, S. 182–188 (zobodat.at [PDF; 672 kB]).
- Die Kleinforaminiferenfauna des obereozänen Anteils der Reingruber Serie bei Bruderndorf (Bezirk Korneuburg, Niederösterreich). In: Mitteilungen der Geologischen Gesellschaft. Band 54, 1961, S. 55–145 (zobodat.at [PDF; 5,6 MB]).
- Vorläufige Mitteilungen über ökologische Untersuchungen an Kleinforaminiferen aus dem Flyschbereich von Istrien. In: Verhandlungen der Geologischen Bundesanstalt 1962, S. 228–235.
- Zur Gliederung des Paläogen im Helvetikum nördlich Salzburg nach planktonischen Foraminiferen. In: Mitteilungen der Geologischen Gesellschaft. Band 56, 1963, S. 1–116 (zobodat.at [PDF; 8,2 MB]).